# Certificat prénuptial en France
Le certificat prénuptial est, en France, un certificat médical pour le mariage civil, issu des travaux de la Fondation française pour l'étude des problèmes humains du docteur Alexis Carrel sous le régime de Vichy (loi du 16 décembre 1942). Il était exigé par les articles 63 du Code civil français et L153 du code de santé publique, mais il est supprimé depuis le 1er janvier 2008. Il est rempli par un médecin, en deux exemplaires, après deux consultations médicales séparées et des examens biologiques. Son objectif est triple : un bilan médical, la prévention obstétricale et l'information des futurs époux (grossesse, contraception, maladies sexuellement transmissibles, hygiène de vie).

## Première consultation médicale
La consultation recherche toute information susceptible d'avoir une implication dans le mariage et la procréation, tant au niveau de l'interrogatoire que de l'examen clinique.
Des examens biologiques sont prescrits : pour la femme de moins de 50 ans, groupe sanguin, rhésus, recherche d'agglutinines irrégulières (en cas de risque d'immunisation), sérologie de la toxoplasmose et sérologie de la rubéole (sauf en cas de positivité antérieure ou de négativité datant de moins de trois mois).
D'autres examens peuvent être proposés, mais ne sont pas obligatoires : sérologie HIV, sérologie de la syphilis, sérologie des hépatites B et C.

## Seconde consultation médicale
La seconde consultation est l'occasion de remplir et remettre le certificat médical, en main propre, à chacun des futurs époux. Une consultation de conseil génétique peut être proposée en cas d'antécédents connus de maladie génétique dans la famille.
Le médecin ne peut pas interdire le mariage, ni alerter l'autre futur conjoint d'une anomalie qu'il aurait détectée chez son partenaire.
La vaccination antirubéoleuse est systématiquement proposée si la femme n'est pas immunisée.
Par ailleurs, en cas de future mère rhésus négatif, il conviendra de prévenir sur le risque d'allo-immunisation materno-fœtale dans certaines situations à risque, et de la nécessité d'en informer son médecin pour qu'il puisse pratiquer une injection de gamma-globulines anti-D dans les 72 heures[pas clair].
Le certificat ne doit contenir aucune indication médicale afin de préserver le secret médical lié à l'examen, que ce soit envers l'officier d'état civil chargé de valider le mariage qu'envers le conjoint. Ainsi son utilité pratique ne réside que dans le fait de placer les futurs époux face à leurs responsabilités individuelles.
La pratique fréquente de la cohabitation prénuptiale et les naissances hors mariage ont considérablement réduit la portée du certificat prénuptial. En 2007 ce sont 47 % des naissances qui ont lieu hors mariage.

## Suppression en 2008
Le Conseil des ministres du 12 juillet 2006 a autorisé le ministre du Budget et de la Réforme de l'État Jean-François Copé à présenter une proposition de loi de simplification du droit prévoyant l'abrogation de nombreuses lois obsolètes, et envisageant notamment la suppression du certificat prénuptial. Cette proposition de loi a été adoptée en première lecture par l'Assemblée nationale le 9 octobre 2007, et en deuxième lecture le 11 décembre 2007. Publiée au Journal Officiel le 21 décembre 2007, cette loi est entrée en vigueur le 1er janvier 2008, date depuis laquelle le certificat prénuptial est supprimé.
Il concernait tous les ans 270 000 couples et le coût des consultations médicales pour la sécurité sociale était de 14 millions d'euros (chiffre de 2007).